# 旭山スキー場
旭山スキー場(あさひやまスキーじょう)は、長野県下高井郡山ノ内町にかつてあったスキー場である。

## 概要
本スキー場は、志賀高原にある旭山(標高1524m)の山頂から麓に広がる緩やかな斜面を生かした志賀高原スキー場として最初に開設された由緒あるスキー場である。。スキー場となる以前から旭山コースとしてスキーヤーには認知されていた。

旭山は山頂からどの方位に向けても適度な斜面となっていて、各種のスロープが作られていた。

1952年(昭和27年)に、長野電鉄が湯田中駅から旭山下まで冬季のバスを運行を開始してから利便性が格段に高まったが、この頃から周辺スキー場に索道が整備されるようになり、旭山スキー場を自力で登りスロープを滑り降りるという古来のスキースタイルを楽しむスキーヤーは減少していった。

現在、麓の一沼から旭山山頂まで稜線を登り滑り降りることが可能であるが、索道が撤去された木戸池スキー場(木戸池ゲレンデ)と同様に志賀高原観光協会、志賀高原索道協会等はスキー場として紹介しておらず、一般的にもスキー場として認知されていない。

近傍の丸池スキー場の一部とみなす場合もある。